# Воскова гра

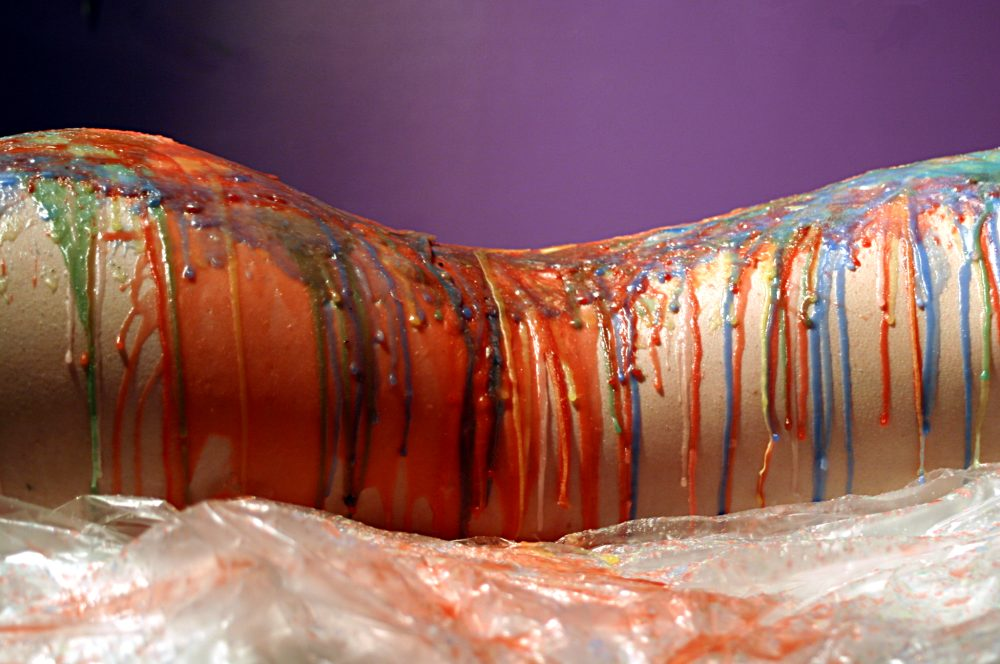
Віск може створювати барвисті візерунки на тілі

Воскова гра — це cенсорна гра з воском, яка практикується в БДСМ. Віск свічки капається на оголену шкіру людини.
Ця практика підходить для новачків, так як  не потребує спеціальних навичок. Важливо використовувати низькотемпературні свічки або масажні свічки.

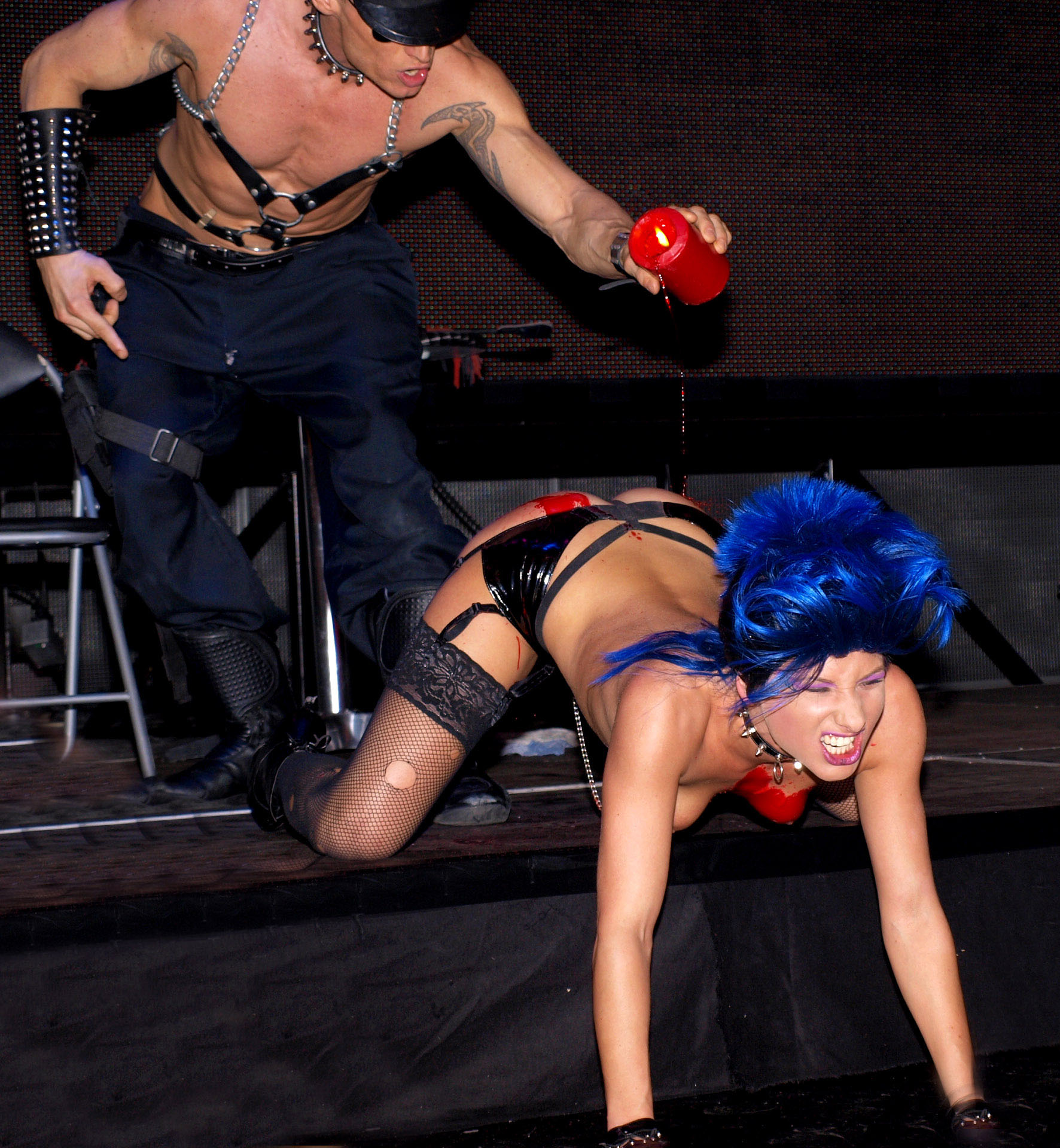
Чоловік капає воском на жінку-саба біля піраміди Еросу, 2009 рік

Якщо використовувати свічки не призначені для практики, гра може спричинити серйозні опіки та алергічну реакцію, до потреби у медичній допомозі. 

## Свічки для гри з воском
- Соєві свічки, які зазвичай плавляться приблизно при 46-57 °C. [2] [3] [4]
- Парафінові свічки, які зазвичай плавляться приблизно при 47-65 °C. [4] [5]Категорично заборонено використовувати:
- Свічки з бджолиного воску, які зазвичай плавляться при температурі близько 62-65 °C. [6] [7] [8] [4]
- Мікрокристалічний віск, який зазвичай плавиться при температурі близько 63-93 °C . [9]
- Стеарин, який зазвичай плавиться при температурі близько 80 °C . [10]

Добавки до свічок, такі як барвники, масла та ароматизатори, можуть підвищити температуру плавлення.

## Безпека
Різні типи свічок мають різну температуру плавлення воску. Вони можуть варіюватися від теплих і заспокійливих до небезпечно гарячого воску. Існує значна різниця між індивідуальною толерантністю до тепла, яка може змінюватися залежно від місця нанесення воску.
Віск може потрапити в очі, що може бути шкідливим та спричинити серйозні опіки. Віск може бути важко видалити, особливо з ділянок з волоссям. Для видалення може знадобитися гребінець або гострий ніж; використання ножа для цієї мети вимагає особливих навичок, хоча може підійти і пластикова картка. Застосування мінерального масла або лосьйону перед грою може полегшити видалення воску.
Віск може накопичуватися та концентрувати тепло. Перераховані вище температури застосовуються лише тоді, коли віск знаходиться у тепловій рівновазі. Віск, нагрітий у будь-якій ємності, потрібно енергійно перемішувати, інакше можуть виникнути небезпечні коливання температури. У деяких людей може бути алергія на парфуми та барвники. Все, що знаходиться над палаючою свічкою, може стати дуже гарячим, навіть на доволі великих відстанях. Свічки можуть розбитися та підпалити предмети поблизу. Віск важко відмивається з одягу та постільної білизни. Людям з певними захворюваннями, шкірними подразненнями або людям, які приймають певні ліки, можуть знадобитися додаткові запобіжні заходи. Сторінка про депіляцію містить додаткові міркування щодо безпеки.

## Зовнішні посилання
- Peter Masters. Practical Wax Play. Процитовано 12 жовтня 2011.
- SexTalkAbout – Sexual Wellness Experts. A Beginners Guide to Wax Play. Процитовано 23 листопада 2015.